# Isolobodon
Isolobodon — вимерлий рід гризунів підродини хутієві. Вимерлі хутії були розміром з Plagiodontia. Рід складається з двох видів:
- Вид Isolobodon montanus (гірська хутія)
- Вид Isolobodon portoricensis (пуерториканська хутія)